# ロベール・マルム
ロベール・マルム（Robert Ismaël Kobla Malm、1973年8月21日 - ）は、トーゴの元サッカー選手。元トーゴ代表。ポジションはフォワード。

## 来歴
2006年5月にトーゴ代表デビュー。翌月に開催された2006 FIFAワールドカップではスイス戦1試合に出場した。2008年までに6試合に出場した。

## 代表歴

### 出場大会
- トーゴ代表
  - 2006 FIFAワールドカップ

### 試合数
- 国際Aマッチ 6試合 0得点（2006年-2008年）[1]

| トーゴ代表 | 国際Aマッチ | 国際Aマッチ |
| 年         | 出場        | 得点        |
| ---------- | ----------- | ----------- |
| 2006       | 4           | 0           |
| 2007       | 0           | 0           |
| 2008       | 2           | 0           |
| 通算       | 6           | 0           |